# Kóstas Várnalis
Kóstas Várnalis (en grec moderne : Κώστας Βάρναλης), né à Bourgas en Bulgarie le 14 février 1884 et mort à Athènes le 16 décembre 1974, est un écrivain et un poète grec auteur de poèmes, de critiques, d'œuvres narratives et de traductions. 
En 1959, il a été honoré du Prix Lénine pour la paix.

## Biographie
Son nom "Várnalis" montre qu'il était originaire de Varna en Bulgarie, où un grand nombre de Grecs habitaient -le nom de famille de son père Jean était Boubous. Il a reçu son éducation de base à l'école normale de Zarifeia à Philippopolis. 
Avec le soutien du Métropolite d'Aghialos, Várnalis est venu à Athènes pour étudier la philologie grecque. En 1908, il a reçu son diplôme et il a commencé à travailler dans le domaine de l'éducation, au début à l'école normale grecque à Bourgas et après en Grèce, entre autres, à l'Académie Pédagogique Supérieure d'Athènes. En 1919 il est allé à Paris comme boursier et il a suivi des cours de philosophie, philologie et sociologie. C'est là qu'il s'est rallié au marxisme et au matérialisme dialectique. Toute son œuvre littéraire subit dès lors l'influence de ces théories marxistes. Durant ces années, il a changé son point de vue sur la poésie théorique et pratique. Pendant plusieurs années il a travaillé comme professeur dans les écoles et comme journaliste. Il a collaboré à plusieurs magazines[Lesquels ?] et encyclopédies et notamment à la Grande Encyclopédie grecque. 
Il est mort à Athènes le 16 décembre 1974.

## Œuvre
Son œuvre est écrite en grec moderne. Les caractéristiques de son œuvre sont la fantaisie lyrique et la satire, avec un intérêt pour l'homme moderne.

### Compositions poétiques
- Le pèlerin (1919)
- La lumière qui brûle (1922) sous le pseudonyme de Dimos Tanalias.
- Les esclaves assiégés (1927)

### Collections poétiques
- Les gaufres (1905)
- Poétiques (1956)
- Le monde libre (1965)
- Colère populaire (1975)

### Œuvres prosaïques et critiques
- Le monde des eunuques (sous le pseudonyme de Dimos Tanalias) (1923)
- Solomos sans métaphysique (1925) : Várnalis y applique de manière savante et militante, les théories du matérialisme historique, en s'appuyant sur l'interprétation de Solomós donnée par Yánnis Apostolákis.
- La véritable apologie de Socrate (1931)
- Vrais gens (1938)
- Le journal de Pénélope (1947)
- Prose (1957)
- Solomika (1957)
- Esthétiques critiques I et II (1958)
- Gens. Vivants - Réels (1958)
- Les dictateurs (1965)
- Mémoires philologiques (1980)

### Théâtre
- Attale III (1972)

### Traductions
- Aristophane, Les Grenouilles
- Aristophane, L'Assemblée des femmes
- Aristophane, Les Cavaliers
- Aristophane, Lysistrata
- Αristophane, Ploutos
- Euripide, Hippolyte porte-couronne
- Εuripide, Les Troyennes
- Chansons chinoises
- Molière, Le Μisanthrope